# Nikołaj Kisielow (narciarz)
Nikołaj Fiodorowicz Kisielow (ros. Николай Фёдорович Киселёв, ur. 25 października 1939 w Leningradzie, zm. 2005 w Toksowie) – radziecki dwuboista klasyczny, srebrny medalista olimpijski.

## Kariera
Największe sukcesy Kisielow odnosił w 1964 roku. Zdobył wtedy swój jedyny tytuł mistrza Związku Radzieckiego, co dało mu kwalifikację olimpijską. Na Igrzyskach w Innsbrucku zajął trzecie miejsce w konkursie skoków do kombinacji, ustępując tylko Tormodowi Knutsenowi z Norwegii i Georgowi Thomie z RFN. Na trasie biegu awansował jeszcze o jedną pozycję po tym, jak Thoma dwukrotnie się przewrócił. Ostatecznie Kisielow zdobył srebrny medal z wyraźną stratą do Knutsena i minimalną przewagą nad Thomą. Był to jedyny występ Nikołaja na arenie międzynarodowej.
Po zakończeniu kariery pracował jako trener w Leningradzie.

## Osiągnięcia

### Igrzyska olimpijskie
| Miejsce | Dzień    | Rok  | Miejscowość | Konkurencja              | Czas biegu | Strata     | Zwycięzca      |
| ------- | -------- | ---- | ----------- | ------------------------ | ---------- | ---------- | -------------- |
| 2.      | 3 lutego | 1964 | Innsbruck   | Indywidualnie K-90/15 km | 469.28 pkt | -16.24 pkt | Tormod Knutsen |